# Dagens Nyheder på TV3
Dagens Nyheder på TV3 var en dansk nyhedsudsendelse, der blev sendt to gange dagligt mandag-fredag på satellitkanalen TV3. Udsendelsen, der blev grundlagt som TV3 Direkte, fik premiere i 1994, skiftede senere navn til 3 Minutter og til sidst til Dagens Nyheder på TV3. Programmet blev sendt til april 2001. 
Ambitionen var at udfordre DR og TV 2, der hidtil havde været ene om at sende landsdækkende tv-nyheder. Beslutningen om at lukke udsendelsen skete med baggrund i dårlige seertal og deraf følgende vanskeligheder med at sælge de reklameblokke, der skulle ligge omkring nyhedsudsendelserne. I juni 1998 var seertallene på udsendelsen kl. 18 beskedne på 27.000, mens TV Avisen 18.30 dengang tiltrak over en halv million seere. Den sene nyhedsudsendelse på TV3 tiltrak 67.000 seere ifølge Kantar Gallups måling.
Inden lukningen havde TV3 forsøgt sig med ændringer af både navn, sendetidspunkt, længde og overordnet koncept, blandt andet var der med navneskiftet til Dagens Nyheder også kommet sportsnyheder i udsendelsen. Hverken TV3 eller andre danske satellitbårne kanaler har siden sendt nyheder.
Udsendelsen blev produceret af selskabet Scannews, der var ejet af TV3's moderselskab Modern Times Group. Redaktionen var til sidst beliggende i Jenagade på Amager, men i 1998 lå den på Indiakaj i Søndre Frihavn. 
Vickie Lind, Jeppe Søe og Rushy Rashid var værter på programmet.